# Друго стање (ТВ серија)
„Друго стање” је југословенска телевизијска серија снимљена 2006. године у продукцији БК телевизија.

## Епизоде
| Сезона | Епизода | Назив | Датум              |
| ------ | ------- | ----- | ------------------ |
| 1      | 1       | /     | 11. фебруара 2006. |
| 1      | 2       | /     | 18. фебруара 2006. |
| 1      | 3       | /     | 25. фебруара 2006. |
| 1      | 4       | /     | 4. марта 2006.     |
| 1      | 5       | /     | 11. марта 2006.    |
| 1      | 6       | /     | 18. марта 2006.    |
| 1      | 7       | /     | 25. марта 2006.    |
| 1      | 8       | /     | 1. априла 2006.    |
| 1      | 9       | /     | 8. априла 2006.    |

## Улоге
| Глумац                   | Улога                                 |
| ------------------------ | ------------------------------------- |
| Слободан Бода Нинковић   | Слободан Бода Димић (9 еп. 2006)      |
| Анита Манчић             | Слађана Димић (9 еп. 2006)            |
| Велимир Бата Живојиновић | Тата Душан (9 еп. 2006)               |
| Драган Вујић             | Кум Стева (9 еп. 2006)                |
| Љиљана Благојевић        | Стрина Вукосава (7 еп. 2006)          |
| Луча Кан                 | Душан (6 еп. 2006)                    |
| Слободан Ћустић          | Стрић Вукашин (6 еп. 2006)            |
| Јелисавета Сека Саблић   | Разредна (5 еп. 2006)                 |
| Предраг Ејдус            | Доча (4 еп. 2006)                     |
| Тома Курузовић           | Бора Самосталац (3 еп. 2006)          |
| Зоран Симоновић          | Председник кућног савета (3 еп. 2006) |
| Јелица Сретеновић        | Медицинска сестра (2 еп. 2006)        |
| Вања Булић               | Лекар (1 еп. 2006)                    |
| Весна Паштровић          | (1 еп. 2006)                          |
| Ева Рас                  | (1 еп. 2006)                          |
| Ана Тодоровић            | Госпођица (1 еп. 2006)                |

Комплетна ТВ екипа ▼
| Редитељ                   | Драган Елчић         | (9 еп. 2006)                        |
| Сценариста                | Вања Булић           | (9 еп. 2006)                        |
| Директор фотографије      | Драшко Плавшић       | (непознат број епизода)             |
| Сценограф                 | Ивана Протић         | (непознат број епизода)             |
| Костимограф               | Небојша Липановић    | (6 еп. 2006)                        |
| Одсек за звук             | Зоран Стојановић     | микроман (9 еп. 2006)               |
| Одсек за звук             | Александар Јачић     | Дизајнер тона (6 еп. 2006)          |
| Одсек за звук             | Александар Живановић | микроман (6 еп. 2006)               |
| Одсек за звук             | Миодраг Јаковљевић   | Фоли уредник / звук                 |
| Одсек за звук             | Иван Узелац          | тонски сарадник                     |
| Одсек за камеру и расвету | Марина Лопичић       | фотограф (непознат број епизода)    |
| Одсек за камеру и расвету | Саша Николић         | сниматељ (непознат број епизода)    |
| Одсек за превоз           | Славко Ристић        | возач (непознат број епизода)       |
| Остала екипа              | Маријана Бжик        | секретар режије (6 еп. 2006)        |
| Остала екипа              | Светлана Костић      | координатор продукције (6 еп. 2006) |